# Ekin Türkmen
Ekin Türkmen (* 22. August 1984 in Izmir) ist eine türkische Schauspielerin, die hauptsächlich in TV-Serien zu sehen ist.

## Leben
Sie debütierte in der türkischen Serie Ekmek teknesi (2002), wo sie die Rolle der Songül Somuncu spielte. Mit Rollen wie Özlem Kosovali in Aci hayat (2005 f.) und Zeynep in Menekse ile Halil (2007 f.) folgten weitere größere Serienrollen. Ab 2008 war Türkmen als Elif Gezici (eine der Hauptrollen) in der beliebten Serie Küçük kadinlar zu sehen. Mit Keloglan gegen den schwarzen Prinzen (2005) und Son Ders: Aşk ve Üniversite hatte sie aber auch Auftritte in Kinofilmen.
Türkmen bewarb im türkischen Fernsehen auch eine Reihe von Produkten, z. B. Coca-Cola oder elektronische Haushaltswaren der Firma Arçelik.

## Filmografie

### Serien
- 2002: Ekmek Teknesi (106 Folgen)
- 2005: Acı Hayat (55 Folgen)
- 2005: Nefes Nefese
- 2007: Kısmetim Otel (6 Folgen)
- 2007: Menekşe ile Halil (36 Folgen)
- 2008: Küçük Kadınlar (52 Folgen)
- 2010: Adanalı
- 2011: KARAKOL
- 2013: Ask emek ister

### Spielfilme
- 2006: Keloglan gegen den schwarzen Prinzen (Keloğlan Karaprens’e Karşı)
- 2006: Son Ders: Aşk ve Üniversite
- 2011: Anadolu Kartalları